# Голодные игры (роман)
«Голодные игры» (англ. The Hunger Games) — первый роман в одноимённой трилогии американской писательницы Сьюзен Коллинз. В США роман вышел в 2008 году (в России издан в 2010 году) и за короткое время стал бестселлером. Коллинз продала права на экранизацию компании Lionsgate, одноимённый фильм вышел в прокат 22 марта 2012 года.

## История создания
Первый роман трилогии «Голодные игры» был издан 14 сентября 2008 года в США. Первоначально он был запланирован к изданию в твёрдом переплёте тиражом всего в 50 000 экземпляров, но с учётом интереса читателей тираж был увеличен до 200 000. После этого вышла аудиокнига (начитка текста в исполнении Кэролин Маккормик (англ. Carolyn McCormick) получила высокую оценку слушателей) и 6 июля 2010 года — издание в мягкой обложке. Что примечательно, на обложке самого первого издания были изображены золотая птица (сойка-пересмешница — вымышленная птица) и стрела, вписанные в круг. По описанию, представленному в книге, брошь, которую получила в подарок главная героиня Китнисс, перед своим отправлением на Голодные игры, выглядит иначе: «В последний момент вспоминаю о золотой броши Мадж. Теперь я рассматриваю её как следует. Кажется, кто-то сделал сначала маленькую золотую птичку, а уж после прикрепил её к кольцу. Птица касается кольца только самыми кончиками крыльев.», про стрелу нигде в книгах упоминания не было, но именно первое изображение броши прижилось, а также стало символом экранизации..
Всего (по состоянию на 11 февраля 2010 года) было продано более 800 000 копий, и роман был издан в 26 странах мира (при этом право на издание приобрели 38).

## Сюжет
Главная героиня, Китнисс Эвердин становится участницей Голодных игр (жребий выпал её младшей сестре, но Китнисс, желая защитить её, вызывается добровольцем), в которых 24 подростка из 12 дистриктов государства Панем сражаются не на жизнь, а на смерть. Вместе со вторым участником из своего района, Питом Мелларком, Китнисс пытается выжить в условиях арены.

## Критика и отзывы
В первую очередь роман вызвал интерес столкновением понятий государственный контроль («большой брат») и свобода интересов личности. Известный писатель Стивен Кинг в обзоре для журнала «Entertainment Weekly» крайне высоко оценил «Голодные игры» (он выставил почти высшую категорию — Б), написав, что от романа сложно оторваться, так привыкаешь к постоянному напряжению. Писательница Стефани Майер, автор саги «Сумерки», назвала роман удивительным, а Рик Риордан, автор серии о Перси Джексоне, заявил, что «Голодные игры» являются лучшим приключенческим романом, который он когда-либо читал.

## Номинации и награды
Роман «Голодные игры» является бестселлером согласно мнениям (и спискам 2008 года) «США Сегодня» и «Нью-Йорк таймс». Также «Нью-Йорк таймс» признали роман, как Лучшая книга для подростков за 2008 год и, по состоянию на 27 июля 2010 года, «Голодные игры» 92 недели находились в списке самых продаваемых книг. По результатам года «Голодные игры» названы лучшим романом 2008 года Американской библиотечная ассоциацией и School Library Journal. Был включён в список бестселлеров по версии Publishers Weekly за 2012 год.
Наряду с романом «История с кладбищем» Нила Геймана, «Голодные игры» получил приз «2008 Cybil Winner» в жанре фэнтези и научной фантастики. В 2009 году роман получил премию «Золотой утёнок» (в номинации Приз имени Хола Клемента).
В 2010 году «Голодные игры» (в Германии вышел под названием нем. Die Tribute von Panem: Tödliche Spiele) номинирован на премию Deutscher Jugendliteraturpreis, в номинации Лучшая книга для молодёжи.
По итогам Книжной премии Рунета 2011 года в России роман «Голодные игры» стал победителем в номинации «Выбор пользователей» как «Лучшая книга года» в разделе Художественная литература.

## Издание в России
В России изданием всей трилогии занимается издательство «АСТ», совместно с «Астрель» и Владимирским издательством «ВКТ». Роман издавался дважды с различным оформлением обложки. В 2011 году роман «Голодные игры» вышел под одной обложкой с продолжением, романом «И вспыхнет пламя».
- Коллинз С. Голодные игры. — СПб.: АСТ, Астрель, 2010. — 384 с. — 10 000 экз. — ISBN 978-5-17-062463-8.
- Коллинз С. Голодные игры. — АСТ, Астрель, ВКТ, 2010. — 384 с. — 5000 экз. — ISBN 978-5-17-066341-5.
- Коллинз С. Голодные игры. И вспыхнет пламя. — АСТ, Астрель, Полиграфиздат, 2011. — 640 с. — 4000 экз. — ISBN 978-5-17-070916-8.
- Коллинз С. Голодные игры. — АСТ, Астрель, Минск: Харвест, 2012. — 384 с. — 15 000 экз. экз. — ISBN 978-5-17-076978-0, 978-5-271-41520-3, 978-985-18-1147-8.

## Экранизация
Права на экранизацию приобрела канадско-американская медиакомпания Lionsgate Entertainment Corporation. Совместно с Lionsgate над первой частью работала режиссёр Нина Якобсон (англ. Nina Jacobson), президент компании Buena Vista Motion Pictures Group (основная киностудия The Walt Disney Company). Фильм вышел на экраны 22 марта 2012 года.
В роли сценаристов выступили сама Сьюзен Коллинз, а также сценарист и режиссёр Билли Рей (англ. Billy Ray). Долгое время актёрский состав был неизвестен, в прессе появлялись информация об участии в проекте Линдси Фонсека и Каи Скоделарио, которые уже получили сценарий в октябре 2010 года. Также Хлоя Морец выказывала заинтересованность в роли Китнисс.
Несколько позже вышел фильм Очень голодные игры (англ. The Starving Games) — комедийная пародия на популярный фильм «Голодные игры»